# Templo de Cedar City
El Templo de Cedar City  es uno de los templos construidos y operados por la Iglesia de Jesucristo de los Santos de los Últimos Días, el número 170 construido por la iglesia y el 17º templo en el estado de Utah, ubicado en la ciudad de Cedar City. El edificio se asienta en la falda norte de una colina llamada Leigh Hill. Al templo, por su cercanía a las comunidades, también asisten miembros provenientes de las ciudades de Beaver, Enoch, Escalante, Minersville, Panguitch, Parowan y ciertas regiones del Este del estado de Nevada, incluyendo Ely y Panaca.

## Anuncio
Los planes para la construcción del templo en la ciudad de Cedar City fueron anunciados en la conferencia general de la iglesia el 6 de abril de 2013 por el entonces presidente de la iglesia Thomas S. Monson. El templo fue anunciado al mismo tiempo que el Templo de Río de Janeiro en Brasil.
Con anterioridad al anuncio público, la iglesia en esa ciudad había seleccionado un terreno adecuado localizado en un área residencial en desarrollo al oeste de la ciudad.

## Construcción
La ceremonia de la palada inicial tuvo lugar el 8 de agosto de 2015, presidida por L. Whitney Clayton, marcando el principio de la construcción del edificio. El 26 de enero de 2017 la iglesia anunció que el periodo de casa abierta pública para hacer un recorrido por el templo sería del 27 de octubre al 18 de noviembre de 2017, domingos excluidos. La dedicación del templo está prevista para el 10 de diciembre de 2017.